# Stazione di Villiers-le-Bel - Gonesse - Arnouville
La stazione di Villiers-le-Bel - Gonesse - Arnouville (in francese Gare de Villiers-le-Bel - Gonesse - Arnouville) è una stazione ferroviaria situata nel comune di Arnouville, nel dipartimento della Val-d'Oise. Serve anche i limitrofi comuni di Villiers-le-Bel e Gonesse.

## Storia
La stazione fu inaugurata nel 1859 dalla Compagnie des chemins de fer du Nord con l'apertura del segmento della Parigi-Lilla compreso tra Saint-Denis e Creil.

## Movimenti
La stazione è servita dai treni della Linea RER D.